# Černá divizna
Černá divizna je povídka od české spisovatelky Karoliny Světlé-Mužákové, která se v díle jako obyčejně zaměřila na venkovskou prózu. Povídka poprvé vyšla v časopise Osvěta roku 1887.   Povídka byla zařazena do svazku povídek Prostá mysl; Z povahopisu našeho lidu či do Romanett Z Ještěda.

## Děj
Příběh vypráví o mladém Kosmasovi, který žije s matkou v jedné chalupě pod Ještědem. Matka je vdova a přede len. Kosmas je uzavřený a nerad se pouští s někým do řeči, natož s děvčaty. Věnuje se raději svému šarlatánství a vaří ve svém kotli léky z prapodivných bylin. Ty pak prodává až do Prahy a léčí všechny lidi z okolí. 
Jeho praděd byl údajně padlý anděl, jenž se při pádu do pekla zachytil o Ještědskou skálu, a tak není divu, že Kosmas není jako ostatní lidé.
Ve spisech svého prastrýce, který se dostal s vojskem rytířským až do Jeruzaléma, aby tam hlídal boží hrob, najde recept na lektvar nesmrtelnosti, který chce se vytvořit, ale bohužel se mu nedaří.
Matka není šarlatánství nakloněna a pořád se snaží nutit ho do ženění, k čemuž Kosmas nechce svolit. Staré Kosmasce se nejvíce zalíbí Borinka, která by se ráda provdala. Matka Kosmase přemlouvá, aby si Borinku vzal a Kosmas po dlouhém přemlouvání svolí, ovšem pod podmínkou, aby se mu nepletla do jeho šarlatánské práce a pod podmínkou, že svatba bude soukromá bez cizích hostů, přičemž Borinka na všecko přistoupí.
Borinka ovšem očekává, že za to všechno se jí Kosmas bude věnovat, ale mýlí se. Kosmas se s Borinkou vůbec nebaví a Borinka ho nezajímá, byť se Borinka snaží s ním sblížit.
Jednou si Kosmas vzpomene na lektvar nesmrtelnosti a poprosí Borinku, aby mu na něj natrhala byliny, neboť černou diviznu, která na Ještědu roste, může natrhat jen nevinná dívčí ruka. Kdyby však dívka o své nevinnosti lhala, tak zemře.
Borinka souhlasí a vydává se do lesů pro diviznu. Kosmas čeká, avšak když vidí, že se Borinka nevrací, začíná mít o ni strach a vyběhne ji hledat.
Kosmas se již bál, že se Borinka prohřešila či snad ji divá zveř roztrhala, ale místo toho ji najde ležící pod srázem, kde kvetou divizny. Kosmas dá Borince jeden ze svých léků, a když zjistí, že je naživu, přestane se o lektvar zajímat a je vděčen za svou ženu. Má ji teď rád a více se jí věnuje, čímž nakonec staré Kosmasce doopravdy učinil radost.